# Epiphryne undosata
Epiphryne undosata är en fjärilsart som beskrevs av Felder 1875. Epiphryne undosata ingår i släktet Epiphryne och familjen mätare. Inga underarter finns listade i Catalogue of Life.